# Bołondziszki
Bołondziszki (lit. Balandiškės) − wieś na Litwie, w rejonie Solecznickim, w gminie Koleśniki. Położona 5 km na północ od Koleśników, zamieszkana przez 61 ludzi. Przed II wojną światową w Polsce, w powiecie lidzkim województwa nowogródzkiego.